# Scleromochlus taylori
Lo scleromoclo (Scleromochlus taylori Woodward, 1907) è un minuscolo rettile arcosauro, fossile del Triassico superiore (220 milioni di anni fa). I suoi resti fossili sono stati rinvenuti in Scozia.

## Descrizione
I resti dello scleromoclo comprendono uno scheletro relativamente completo, che denota il grande allungamento delle zampe posteriori. È probabile, quindi, che lo scleromoclo fosse un animale corridore oppure saltatore, e che si cibasse di piccoli insetti e altri invertebrati. Le dimensioni dello scleromoclo si aggiravano sui 30 centimetri di lunghezza. Il collo era corto e la testa stranamente grossa. Gli arti anteriori, cortissimi, non sembrano adatti ad afferrare le prede.

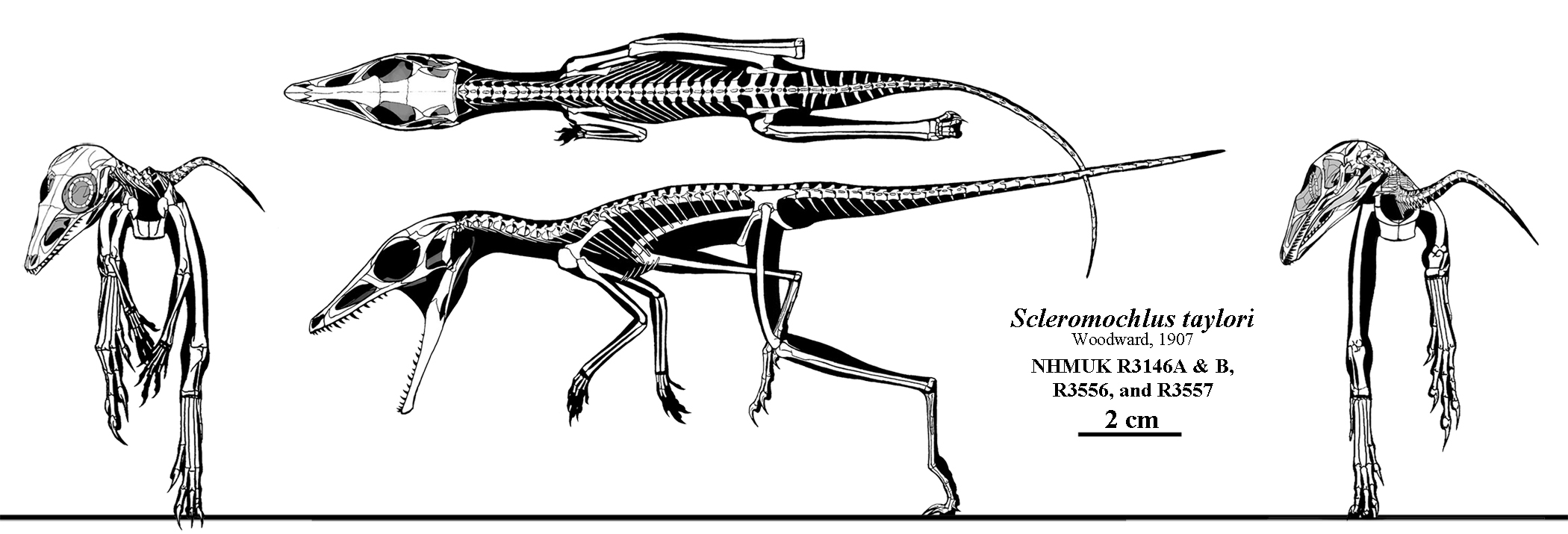
Ricostruzione dello scheletro di Scleromochlus taylori

## Classificazione
Di forme esili, lo scleromoclo è spesso considerato un possibile antenato degli pterosauri, i rettili volanti che dominarono il cielo nel Mesozoico. Nonostante le diversissime caratteristiche delle zampe, infatti, altre caratteristiche sembrano presagire quelle degli pterosauri, e qualche paleontologo ha riscontrato affinità craniche tra Scleromochlus e alcuni pterosauri primitivi, come Dimorphodon. È possibile, inoltre, che lo scleromoclo avesse sviluppato un abbozzo di membrana (patagio) tra le varie estremità, in modo analogo al curioso Sharovipteryx.